# 野村吉三郎
野村 吉三郎（のむら きちさぶろう、1877年（明治10年）12月16日 - 1964年（昭和39年）5月8日）は、昭和初期に活躍した海軍軍人、外交官、政治家。海兵26期次席。位階勲功等は海軍大将従二位勲一等功二級。
和歌山県和歌山市出身。国際法の権威として知られ、阿部内閣で外務大臣を勤めた後、第二次近衛内閣成立後に駐米大使に任じられ、真珠湾攻撃の日まで日米交渉に奔走し戦争回避を模索した。

## 生涯

### 海軍軍人時代
旧紀州藩士・増田喜三郎の三男として和歌山県名草郡（現：和歌山市西釘貫丁）で生まれ、野村正胤の養子となる。1895年（明治28年）、和歌山中学校（現・県立桐蔭高校）を修了。上京後、海軍諸学校への予備校であった私立海軍予備校（現在の海城中学校・高等学校）で学び、海軍兵学校（26期、1898年（明治31年））卒業（次席）。以後海軍軍人としての経歴を歩む。
海兵教官、「千歳」航海長などを歴任した後、1901年（明治34年）に完成した戦艦三笠引取りのためにイギリスへ渡り、オーストリア、ドイツ駐在を経て、在アメリカ日本大使館駐在武官を歴任したほか、パリ講和会議とワシントン軍縮会議の全権団随員として加わるなど、海外経験が豊富であった。後にアメリカ大統領となるフランクリン・ルーズベルト海軍次官ら海外の政治家とも親交があった。やがて1926年（大正15年）には軍令部次長となり、以後呉・横須賀の両鎮守府司令長官などを歴任した。
1932年（昭和7年）に第一次上海事変が勃発すると、第三艦隊司令長官となっていた野村は、揚子江上の軍艦による艦砲射撃などで上海派遣軍(白川義則陸軍大将率いる陸軍)を側面支援した。上海事変が終結した4月29日、同地で催された天長節祝賀会の最中に上海天長節爆弾事件が起こる。紅白の幕を背に雛壇に並ぶ日本の要人に対し、韓国の独立運動家である尹奉吉が爆弾を投げつけたもの。この事件で野村は右眼を失明、特命全権公使の重光葵は右脚を失い、同席していた白川は重傷を負い翌月に死去した。

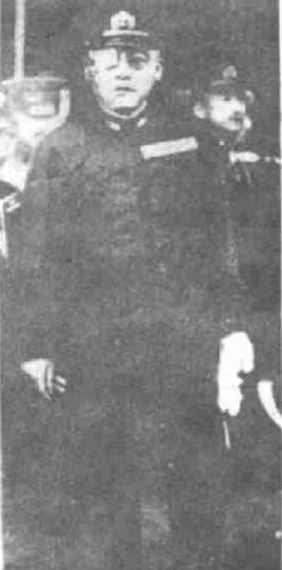
上海天長節爆弾事件後の野村

傷が癒えた野村は、同年10月から2回目の横須賀鎮守府司令長官を務め、翌1933年（昭和8年）3月に大将に親任され、同年11月に軍事参議官に転じる。翌1934年（昭和9年）に勲一等旭日大綬章を受章。
1935年（昭和10年）9月に第四艦隊事件が発生すると、同年10月1日に組織された査問委員会の委員長に就任した。

#### 海軍大学校受験について
野村は海軍大学校甲種学生の履歴を持たない。帝国海軍の海軍大将のうち、昭和に入ってから海軍大将に親任された者32名のうち、海大甲種学生の履歴を持たないのは野村を含め3名のみである。これについて、野村が「海大へ行ったって、誰が俺に教えるというんかい」と豪語して、海大甲種学生の入校試験を受けなかったため、という有名な挿話がある。実際には野村は1907年（明治40年）に海大甲種学生を受験し、優秀な成績で合格していた。当時海外に海軍士官を派遣する予算に余裕があったため、野村がオーストリアに派遣されることとなり、野村の海大入校が沙汰止みとなったものである。

### 学習院長として
1937年（昭和12年）、学習院長の荒木寅三郎が辞意を表明。3年後に皇太子の入学も控えており、後任の人選は難航したが、上海事変などで武勲を重ねた野村が任命された。同年4月6日に 予備役入りを待って第16代の学習院長の発令。海軍大将経験者の学習院長は初。院長は1939年（昭和14年）10月7日まで務めた。後任は同じ海軍大将経験者の山梨勝之進。

### 外交官として

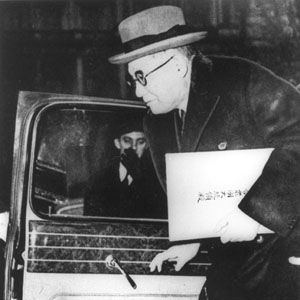
信任状奉呈のためホワイトハウスを訪れる野村駐米大使（1941年2月14日）

1939年（昭和14年）8月末、予備役陸軍大将の阿部信行が組閣の大命を受けると、阿部は当初外務大臣を兼任したが、政権発足直後に欧州で第二次世界大戦が勃発すると、国際法に詳しい専任の外相がどうしても必要になった。そこで海軍時代から国際法の研究に携わり、退官する頃までにはその権威として知られていた理由から、阿部が抜擢したのが野村だった。しかし9月25日に野村は外相に就任するが、3か月半と経たないうちに阿部は内閣を放り出してしまう。その後日米関係が悪化の一途をたどる中、1940年（昭和15年）11月に野村は、駐米大使に起用される。フランクリン・ルーズベルト大統領とは、旧知の間柄ということが期待されての人事だった。
在アメリカ大使館駐在武官の経験はあるものの、英語は得意ではなく、アメリカ政府要人との外交交渉の場で野村の英語力がネックになることさえあったとされる。日本の南部仏印進駐によって対米関係がさらに悪化すると、外務省は駐独大使を歴任した外交官の来栖三郎を異例の「二人目の大使」としてワシントンに派遣、両大使でアメリカのコーデル・ハル国務長官と日米開戦回避のための交渉を行わせることにした。
来栖は外務省入省直後からアメリカ勤務が長い上に夫人がアメリカ人で、英語が非常に堪能なアメリカ専門家であったが、駐独大使としてナチス・ドイツおよびイタリア王国との日独伊三国同盟に署名した張本人であり、ルーズベルト大統領は同じ海軍の出身で、旧知の間柄である野村を好意的な目で見る一方、来栖には不信感を隠さなかった。交渉は難航し、野村は再三にわたって辞職願いを出すが、外務大臣ばかりか海軍大臣や軍令部総長からも慰留されて結局大使の立場にとどまっている。

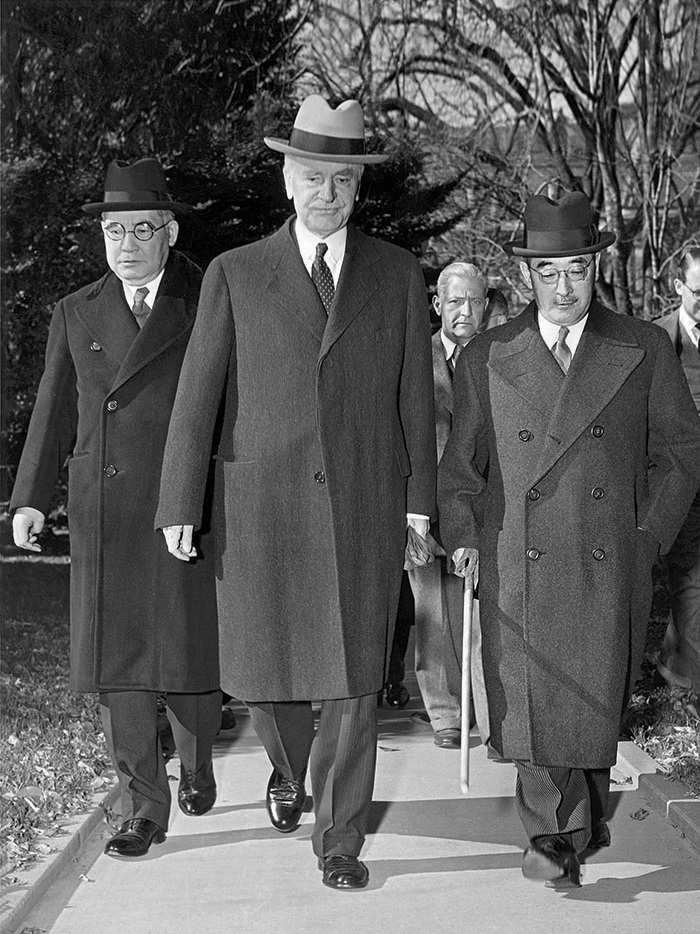
真珠湾攻撃の直前にハル国務長官と最後の会談に臨む野村大使と来栖大使（1941年12月7日）

野村はかねてから「アメリカの挑発がない限り、日本は戦争を起こさない」と言明していたが、中国からの日本軍の全面撤退や日独伊三国軍事同盟の破棄、蔣介石率いる重慶国民政府以外の否認を求めるハル・ノートを最後通牒と受け取った日本は、アメリカ合衆国、イギリスおよびオランダ等連合国を敵相手とする太平洋戦争（大東亜戦争）に突入することを決定するが、日米交渉はその後も継続して行われた。
アメリカ東部時間の1941年（昭和16年）12月7日（日本時間：12月8日）、日本はマレー作戦と真珠湾作戦で米英蘭と開戦した。日米交渉の裏で戦争準備を着々と進めていたことに対して、「卑怯な騙し討ちだ」と言われ、辛い思いで後の半年をワシントンD.C.で過ごす。抑留者交換船でニューヨークからリオデジャネイロ、ロレンソマルケス、昭南を経て日本に戻ったのは翌年8月の中頃だった。帰国後は枢密顧問官に転じ、そのまま1945年（昭和20年）8月15日の敗戦（日本の降伏）を迎える。

### 戦後

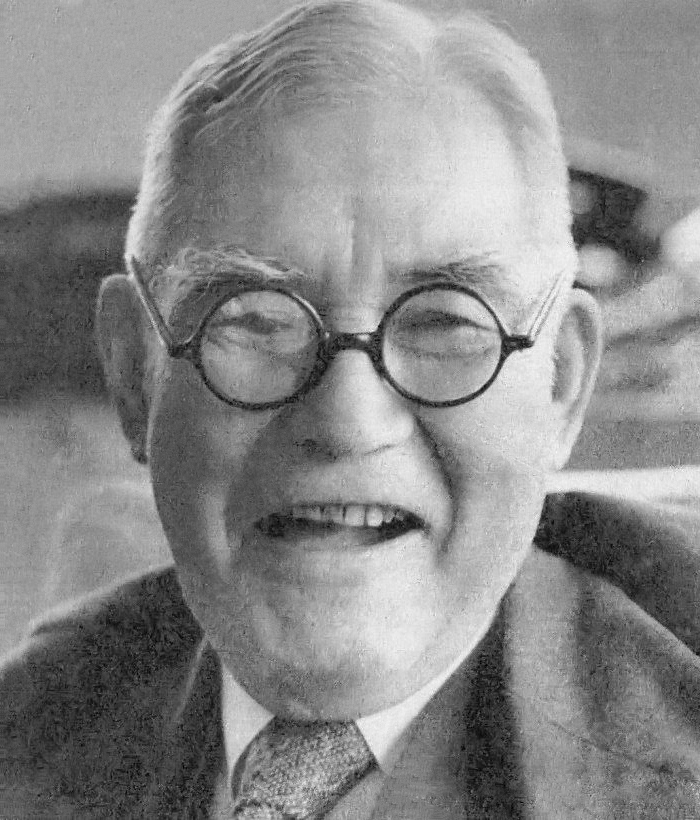
日本ビクター社長時代の野村（1953年4月）

終戦後の1946年（昭和21年）8月に、野村は公職追放となるが、アメリカ対日協議会の面々は積極的に野村に近づき、定期的に（違法ではあるが）食料や煙草を送り、経済的に苦しい野村の便宜を図った。メンバーの一人であるウィリアム・リチャーズ・キャッスルは、野村を「日本を正しい道筋で、再び重要な国家となるように再建するのに役立つ人物の一人だ」と評した。
1953年（昭和28年）3月24日、同郷の松下幸之助に請われ、松下電器産業（現・パナソニック）の資本傘下となった日本ビクター（現・JVCケンウッド）の社長に就任。空襲による会社や工場施設の焼失、戦後の労働争議などでの危機的経営を創生期の親会社で疎遠となっていたアメリカRCAと技術支援契約を結び再建の道筋をつける。
公職追放解除に伴い、吉田茂の要請で再軍備問題の調査に当たり、海上自衛隊の前身である海上警備隊創設に深く関わる。この功績から1954年（昭和29年）の第3回参議院議員補欠選挙（和歌山地方区）に出馬・当選し、参議院議員となる。続く第5回参議院議員通常選挙（和歌山地方区）にも当選した。
自由民主党に参加して、防衛政策を担当した他は、外交調査会会長を務め、松野鶴平の参議院議長就任に伴い党参議院議員会長に就任した。鳩山内閣・岸内閣で防衛庁長官への起用が取り沙汰されたが、日本国憲法における文民統制の観点から見送りになった。その後の人事では旧軍・自衛隊の士官経験者の防衛庁長官・防衛大臣も誕生しているが（中曽根康弘・山下元利・中谷元など）、当時としては時期尚早で、野村が旧海軍軍人として大物過ぎたこと・日米開戦時の駐米大使として有名だったことが逆に祟る結果となった。
1964年（昭和39年）5月8日、東京都新宿区の国立東京第一病院で病死。86歳没。墓所は文京区の護国寺。戒名は『玄海院殿寿峯吉翁大居士』。

### CIAとの関係
有馬哲夫は、野村はCIAの協力者であったとしている。1954年の参院選では、CIAが資金提供および選挙対策で支援しており、CIA日本支局長ポール・ブルームが当選を祝福する手紙を送っている。なお、選挙資金は、藤村義朗元海軍中佐が管理した。また、野村とアレン・ダレスとの連絡役だったアメリカ対日協議会のハリー・カーン（『ニューズウィーク』外信部記者）は、CIAにも関係していた国務省企画部長フランク・ウィズナーに、野村をポスト吉田の首相候補とみなしてその当選を喜んだ。また、「われわれの機関の政治問題の情報提供者だった」として、野村がCIAや国務省への情報提供者であることを報告した。

## 年譜
- 1896年（明治29年）2月5日 - 海軍兵学校入校[12]。
- 1898年（明治31年）12月13日 - 海軍兵学校卒業（26期）、海軍少尉候補生拝命、比叡乗組[12]。
- 1899年（明治32年）9月2日 - 八島乗組[12]。
- 1900年（明治33年）1月12日 - 任海軍少尉[12]。
- 1901年（明治34年）
  - 5月1日 - 三笠乗組[12]。
  - 10月1日 - 任海軍中尉[12]。
- 1902年（明治35年）9月10日 - 摩耶分隊長心得[12]。
- 1903年（明治36年）
  - 1月23日 - 金剛航海長心得 兼 分隊長心得[12]。
  - 7月7日 - 常磐分隊長心得[12]。
  - 9月26日 - 任海軍大尉[12]。
- 1904年（明治37年）10月19日 - 巡洋艦「済遠」航海長。
- 1905年（明治38年）
  - 1月12日 - 「京城丸」航海長。
  - 6月14日 - 防護巡洋艦「高千穂」航海長。
  - 11月21日 - 海軍兵学校航海術教官。
- 1906年（明治39年）10月25日 - 巡洋艦「橋立」航海長。
- 1907年（明治40年）12月18日 - 巡洋艦「千歳」航海長。
- 1908年（明治41年）
  - 3月3日 - オーストリア駐在。
  - 9月25日 - 任海軍少佐。
- 1910年（明治43年）5月23日 - ドイツ駐在。
- 1911年（明治44年）9月13日 - 防護巡洋艦「音羽」副長。
- 1913年（大正2年）
  - 2月26日 - 海軍省副官。海軍大臣秘書官。
  - 12月1日 - 任海軍中佐。
- 1914年（大正3年）2月11日 - 在アメリカ合衆国大使館付武官。
- 1917年（大正6年）4月1日 - 任海軍大佐。
- 1918年（大正7年）10月18日 - 巡洋艦「八雲」艦長。
- 1919年（大正8年）
  - 2月5日 - 講和全権委員随員。
  - 11月12日 - 免講和全権委員随員。
- 1921年（大正10年）8月17日 - ワシントン会議随員。
- 1922年（大正11年）6月1日 - 任海軍少将。
- 1923年（大正12年）9月15日 - 第一遣外艦隊司令官。
- 1925年（大正14年）9月18日 - 海軍省教育局長。
- 1926年（大正15年）
  - 7月26日 - 軍令部次長。
  - 12月1日 - 任海軍中将。
- 1929年（昭和4年）2月1日 - 練習艦隊司令官。
- 1930年（昭和5年）6月11日 - 呉鎮守府司令長官。
- 1931年（昭和6年）12月1日 - 横須賀鎮守府司令長官。
- 1932年（昭和7年）
  - 2月2日 - 第三艦隊司令長官。第一次上海事変に従軍
  - 4月29日 上海天長節爆弾事件に遭い、右眼を失明。
  - 6月24日 - 勅語を賜る。
  - 10月10日 - 横須賀鎮守府司令長官。
- 1933年（昭和8年）
  - 3月1日 - 任海軍大将。
  - 11月15日 - 軍事参議官（ - 1937年3月30日）。
- 1937年（昭和12年）4月6日 - 予備役編入。学習院長。
- 1939年（昭和14年）9月25日 - 阿部内閣において第61代外務大臣に就任（ - 1940年1月16日）。
- 1940年（昭和15年）11月27日 - 駐アメリカ合衆国特命全権大使。
- 1944年（昭和19年）5月18日 - 枢密顧問官（ - 1946年6月13日）。
- 1946年（昭和21年）8月 - 公職追放。
- 1953年（昭和28年）3月24日 - 日本ビクター社長。
- 1954年（昭和29年）6月3日 - 第3回参議院議員補欠選挙（和歌山選挙区）で当選し参議院議員となる。
- 1959年（昭和34年）6月2日 - 第5回参議院議員通常選挙（和歌山選挙区）で当選し参議院議員2期目をつとめる。
- 1964年（昭和39年）5月8日 - 死去。

## 栄典
位階
- 1900年（明治33年）2月20日 - 正八位[12][13]
- 1901年（明治34年）12月17日 - 従七位[12][14]
- 1903年（明治36年）12月19日 - 正七位[12][15]
- 1908年（明治41年）12月11日 - 従六位[12][16]
- 1914年（大正3年）1月30日 - 正六位[12][17]
- 1917年（大正6年）4月20日 - 従五位[12][18]
- 1922年（大正11年）5月10日 - 正五位[12][19]
- 1926年（昭和元年）12月28日 - 従四位[12][20]
- 1930年（昭和5年）7月1日 - 正四位[12][21]
- 1933年（昭和8年）3月15日 - 従三位[12][22]
- 1936年（昭和11年）4月15日 - 正三位[12][23]
- 1939年（昭和14年）10月2日 - 従二位[12][24]

勲章等
- 1896年（明治29年）12月13日 - 御物[12]
- 1906年（明治39年）4月1日 - 功五級金鵄勲章・勲五等双光旭日章・明治三十七八年従軍記章[12][25]
- 1912年（大正元年）11月21日 - 勲四等瑞宝章[12]
- 1915年（大正4年）
  - 11月7日 - 勲三等旭日中綬章・大正三四年従軍記章[12][26]
  - 11月10日 - 大礼記念章（大正）[12]
- 1920年（大正9年）9月7日 - 大正三年乃至九年戦役従軍記章[12]
- 1924年（大正13年）7月26日 - 勲二等瑞宝章[12]
- 1928年（昭和3年）11月10日 - 大礼記念章（昭和）[12]
- 1930年（昭和5年）7月8日 - 勲一等瑞宝章[12]
- 1934年（昭和9年）
  - 2月7日 - 旭日大綬章[12][27]
  - 4月29日 - 功二級金鵄勲章・昭和六年乃至九年事変従軍記章[12]
- 1940年（昭和15年）8月15日 - 紀元二千六百年祝典記念章[28]
- 1964年（昭和39年）5月8日 - 旭日桐花大綬章

## エピソード
- 学習院院長だった1940年（昭和15年）10月に、華族の子息である中等科3年の生徒5人が、日頃から自分達の素行の悪さを注意していた化学教師を逆恨みしたことから、廊下を歩いていた教師をめがけて石を投げつけただけでなく、倉庫へ逃げた教師を追いかけて、更に投石によって倉庫の窓ガラスを何十枚も割るという事件を起こした。しかし野村は「なかなか元気のいいことをやったな」と言っただけで、1週間の停学処分だけで済ました。
- 戦後の1953年（昭和28年）より、同郷の知人松下幸之助の要請を受けて、日本ビクター社長を務めたが、松下によると野村は「美空ひばりを知らなかった」という。
- 練習艦隊司令官だった遠洋航海時にサンフランシスコに立ち寄った際、現地の日系人から「万一日米が戦争になった時、我々はどうするべきか」という質問があがった。当然日本に忠誠を尽くすべしとの答えを期待していたのだが、野村は「君たちはアメリカ国籍なのだから、立派なアメリカ人としてアメリカに忠誠を尽くせ。それが大和民族の正しい道というものだ」と答えた。それを少尉候補生として聞いていた関野英夫は感動して戦後ずっとこの話をしていたという。
- 駐米大使としてアメリカへ向かう鎌倉丸では、野村、奥村勝蔵書記官、中山定義少佐、酒井喜太郎医師が大抵同じ食卓に座った[29]。陸奥宗光の『蹇々録』（けんけんろく）を読み、「陸奥は偉かったね。松岡とはくらべものにならぬ」と嘆息している[30]。中山から日米交渉の見込みについて質問された時は五分五分と答え、「米国が日本の必要最小限度の石油をくれるなら、大いに希望がもてるのだが」と答えた[30]。米国上陸直前には「太平洋はほんとうに広いな。日米戦争なんて想像するだに大変だな」と胸の内を漏らしている[31]。

## 文献
- 著書 『米國に使して 日米交渉の回顧』（岩波書店 1946年）
  - 改訂新版『日米開戦 最終交渉の経験と反省――駐米大使の回想日録と戦後処理』（書肆心水 2021年）、下記も収録
- 著書 『アメリカと明日の日本』（読売新聞社 1947年）、続篇
  - 復刻：日本外交史人物叢書21巻（吉村道男監修、ゆまに書房 2002年）、他に「華府回想（インメモリィ・オヴ・ワシントン）」（1949年）
- 伝記『野村吉三郎』（木場浩介編、伝記刊行会、1961年）、非売品
- 雨倉孝之『海軍アドミラル軍制物語』光人社、1997年。
- 雨倉孝之『帝国海軍士官入門』光人社〈光人社NF文庫〉、2007年。新版2021年
- 秦郁彦 編著『日本陸海軍総合事典』（第2）東京大学出版会、2005年。
- 半藤一利 ほか全4名『歴代海軍大将全覧』（Amazon Kindle）中央公論新社〈中公新書ラクレ〉、2013年。
- 中山定義『一海軍士官の回想 開戦前夜から終戦まで』毎日新聞社、1981年。
　中山は当時海軍少佐。滞米駐在武官として行動を共にした。
- 豊田穣 『悲運の大使 野村吉三郎』 （講談社 1992年、講談社文庫 1995年）
- 尾塩尚 『駐米大使野村吉三郎の無念 日米開戦を回避できなかった男たち』（日本経済新聞出版社 1994年）
- 児島襄 『開戦前夜』（文春文庫、1987年）